# Ягупов, Евгений Александрович
Евгений Александрович Ягу́пов (1913 — ?) — советский конструктор миномётов.

## Биография
Родился в марте 1913 года в Санкт-Петербурге.
Окончил Ленинградский заочный институт металлообрабатывающей промышленности (1938).
Работа:
- 1930—1936 — конструктор на заводе «Промет» (Ленинград)
- 1936—1941 — начальник конструкторского отдела на заводе № 7 (Ленинград)
- 1941—1942 старший инженер-конструктор НИИ-13 НКВ (Ленинград, Молотов)
- с мая 1942 по март 1947 руководитель группы, начальник отдела СКБ НКВ (Коломна).

С 1947 года снова работал в Ленинграде в НИИ-13.
Один из создателей советских минометов РМ-50, БМ-82, ГВПМ-107, ПМ-120, его упрощенного варианта образца 1941 года. Руководил работами по созданию первого опытного образца 160-мм миномета «СКБ-21» с казенным заряжанием и обтюрацией пороховых газов в канале ствола с помощью пластического обтюратора.

## Награды и премии
- Сталинская премия I степени (10 апреля 1942) — за разработку конструкций миномётов
- орден Красной Звезды (1942)
- орден Отечественной войны I степени (1945)